# Rudolf Chmel
Rudolf Chmel (* 11. února 1939, Plzeň, Československo) je slovenský literární vědec-historik, hungarolog a politik. Byl posledním velvyslancem ČSFR v Maďarsku. Ve druhé vládě Mikuláše Dzurindy zastával post ministra kultury, v kabinetu Ivety Radičové post místopředsedy vlády pro lidská práva a menšiny. Byl místopředsedou politické strany Most-Híd.

## Biografie
Narodil se 11. února 1939 v Plzni v tehdejší Česko-Slovenské republice. Roku 1941 se jeho rodina stěhuje zpět na Slovensko.
Zde v roce 1956 odmaturoval v Popradu a následně studoval Slovenský jazyk a literaturu a Ruský jazyk a literaturu na Univerzitě Komenského v Bratislavě. Studium dokončil v roce 1961 a začal působit v Ústavu slovenské literatury Slovenské akademie věd, jako vědecký pracovník se zaměřením na literární činnost. V roce 1967 získává titul CSc., o rok později PhDr. Od roku 1975 působil jako tajemník Svazu československých spisovatelů, až do roku 1982, kdy se stal tajemníkem Komise pro výzkum národností ČSSR.
V letech 1990 až 1992 byl posledním velvyslancem Československa (v tédobě ČSFR) v Maďarsku.
Roku 1992 získává titul DrSc., o rok později Doc. v oboru slovenská literatura 19. a 20. století. V téže době se stal vedoucím Katedry maďarské literatury a jazyka na Filozofické fakultě Univerzity Komenského v Bratislavě.
Od roku 1994 také působí na Filozofické fakultě Univerzity Karlovy v Praze v Ústavu slavistických a východoevropských studií, kde byl v letech 2006 až 2011 vedoucím, a po jeho rozdělenní v roce 2011 na Katedře středoevropských studií.
Ve své vědecké práci a publikační činnosti se věnuje především oblasti dějin slovenské literatury a slovensko-maďarských literárních vztahů.
Hovoří česky, maďarsky, německy, polsky, rusky a slovensky.
Je ženatý a má čtyři děti.

### Politická kariéra
V parlamentních volbách 2002 získal mandát v NR SR za politickou stranu ANO. Mandát však zprvu neuplatnil, neboť 16. října byl jmenován ministrem kultury ve druhé vládě Mikuláše Dzurindy. Dne 24. května 2005 z funkce odstoupil a uplatnil svůj poslanecký mandát, stal se členem výboru NR SR pro Lidská práva, národnosti a postavení žen. Dne 5. dubna 2006 byl opět jmenován ministrem kultury v téže vládě a ve funkci setrval až do jejího konce 4. července 2006.
V červenci 2009 podpořil nově vzniklou stranu Most-Híd a stal následně jejím místopředsedou. Po parlamentních volbách 2010 získal post Místopředsedy vlády pro lidská práva a menšiny v koaliční vládě Ivety Radičové.
V předčasných parlamentních volbách 2012 kandidoval do NR SR na čtvrté pozici kandidátky strany Most-Híd.

## Dílo
- Dejiny slovenskej literárnej kritiky. Bratislava: Tatran, 1991.
- Moja maďarská otázka: Zo zápiskov posledného československého veľvyslanca v Maďarsku. Bratislava: Kalligram, 1996.
- Nagykövet voltam Magyarországon. Bratislava: Kalligram, 1997.
- Slovenská otázka v 20. storočí. Bratislava: Kalligram, 1997 (editor).
- Moje slovenské pochybnosti. Bratislava: Kalligram, 2004.
- Romantizmus v globalizme: Malé národy – veľké mýty. Bratislava: Kalligram, 2009.
- Slovenský komplex. Bratislava: Kalligram, 2010.

## Ohlasy
Střední Evropa Rudolfa Chmela (Jana Pátková, Mira Nábělková, eds.). Univerzita Karlova, Filozofická fakulta; Národní muzeum. Praha 2019. ISBN 978-80-7308-923-8 (print), ISBN 978-80-7308-924-5 (online)

## Ocenění
- 1996 - Státní vyznamenání Maďarské republiky
- 1999 - Zlatá medaile Ľ. Štúra Slovenské akademie věd
- 2009 - Cena za dobré sousedství a porozumění (Jó szomszédság és megértés-díj)
- 2011 - Chopinův pas za významné zásluhy pro polskou kulturu
- 2011 - Cena Eleméra Hantose za zásluhy o zlepšení vztahů mezi národy střední Evropy